# Little Swan River
Little Swan River är ett vattendrag i Kanada.   Det ligger i provinsen Ontario, i den östra delen av landet, 900 km nordväst om huvudstaden Ottawa.
Trakten runt Little Swan River består huvudsakligen av våtmarker. Trakten runt Little Swan River är nära nog obefolkad, med mindre än två invånare per kvadratkilometer.